# メルバーン・ホール

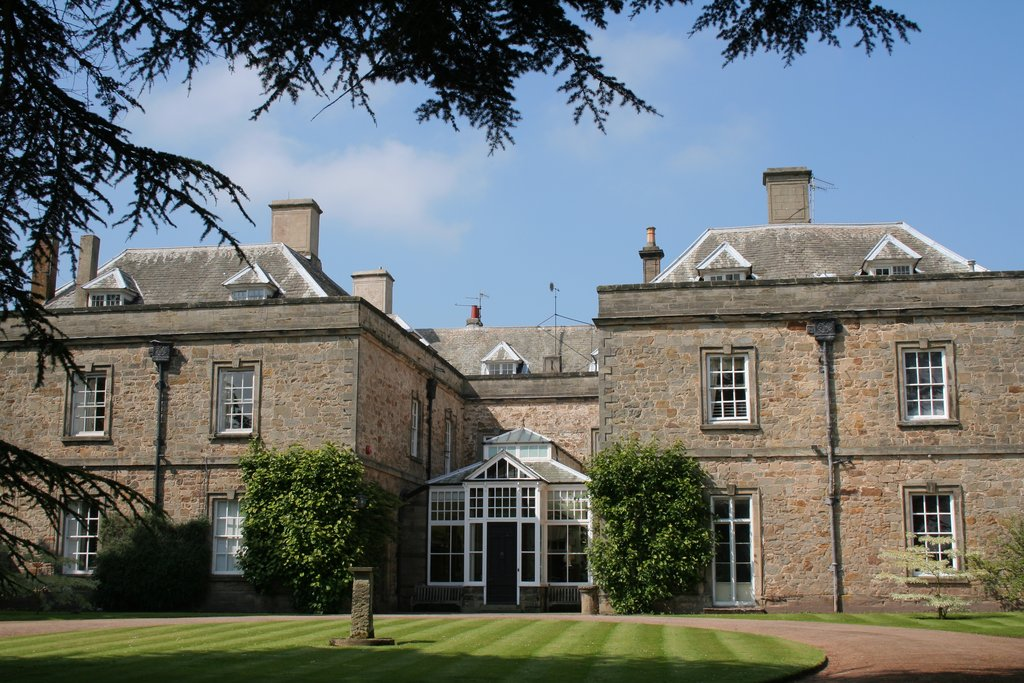

メルバーン・ホール（The Melbourne Hall)とは、イギリス・イングランドダービーシャーに立地する歴史的建築物である。
イギリス連邦内にあるメルボルン（一般的には豪州のビクトリア州州都）地名の由来となったヴィクトリア朝時代の大宰相メルボルン子爵ウィリアム・ラム（ホイッグ党党首及び大英帝国宰相を歴任）に関連する屋敷であり、同地の観光地でもある。
一般的にヴィクトリア (イギリス女王)の最側近として知られるメルバーン子爵の家名由来となった為、間接的に全世界に広がる英連邦王国やアメリカ合衆国フロリダ州に都市名としてのメルボルン（発音はメルバーンに近い）が存在している。庭園も含んだ典型的なヴィクトリア朝時代の文化を残している為、英国国内からの写真家などからも評価が高い建築物である。
また、他の英連邦内同名都市と同様に、世界各地で地名の由来として紹介される貴族院 (イギリス)文化が育った地でもある。
ウィリアム・ラム (第2代メルバーン子爵)を描いた歴史ドラマ映画などにおいて、撮影場所として登場する事も有る建築物である。イギリス式庭園や美しい内装などを備えており、アルバート (ザクセン＝コーブルク＝ゴータ公子)公と共に、ヴィクトリア朝を象徴する人物であるウィリアム・ラム (第2代メルバーン子爵)の解説において、ドキュメンタリー作品などでも引用される歴史的建築物である。